# Качуровський Василь

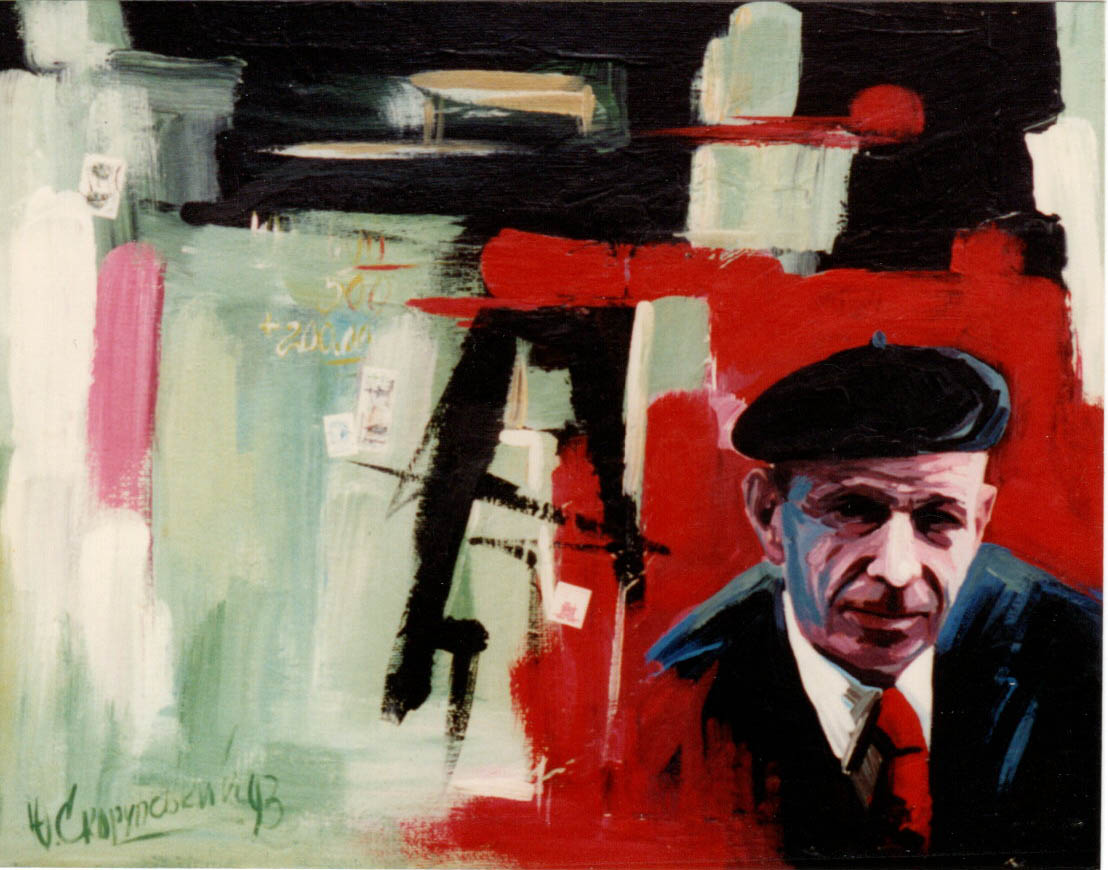
Картина Юрія Скорупського, присвячена Василю Качуровському.

Василь Качуровський (1906, штат Пенсильванія — 4 травня 2000, м. Чикаґо, США) — американський живописець, мистецтвознавець українського походження.

## Життєпис
Василь Качуровський народився 1906 року в штаті Пенсільванії.
Навчався в Мукачівській торговельній академії, комерційному інституті в Празі (1930). Протягом 1938—1939 років діяльний в банківській сфері та представництві карпато-українського уряду у 1938–1939 роках у Празі.
Від 1945 — у Німеччині, 1950 — у Чикаґо (США). У 1971—1982 роках став співзасновником та 1-м куратором Українського інституту модерного мистецтва в Чикаґо.

## Творчість
Роботам Качуровського притаманні настроєвість, абстракція та спрощення форм, які ведуть до філософського осмислення. Був учасником виставок групи «Доля». Персональні вернісажі відбулися у Детройті та Чикаґо (2011, посмертно).